# Астрагал серпоплодный
Астрага́л серпопло́дный, или Астрагал серпови́дный (лат. Astrāgalus falcātus) — вид двудольных растений рода Астрагал (Astragalus) семейства Бобовые (Fabaceae). Таксономическое название было опубликовано французским учёным-естествоиспытателем Жаном-Батистом Ламарком в 1783 году.

## Распространение и экология
Родина — отдельные регионы России, северо-восток Турции, Армения, Азербайджан, Грузия, а также, возможно, Румыния. Занесён на многие другие территории, в частности, в Северную Америку.
Размножается семенами и вегетативно. Семена имеют длительный период покоя, низкую полевую всхожесть и растянутое прорастание. Перед посевом требуют скарификацию. Растение озимого типа развития. В первый год образует большую розетку и до стадии плодоношения не доходит. Вегетационные период длится 90—100 суток. По биологии цветения относится к факультативным самоопылителям.
Растение долголетнее, хорошо кустящиеся, зимостойкое, требовательно к влаге. Благодаря развитой корневой система хорошо переносит летние засухи.

## Ботаническое описание
Многолетнее растениес прямыми, ветвистыми, хорошо облиственными, ярко-зелёными стеблями высотой 60—100 см, слабо опушенными. Листья непарноперистые, сверху голые, снизу мелковолосистые, 10—16 см длины. Соцветие — многоцветковая кисть длиною 10—12 см с поникшими цветками. Венчик беловатый, с пурпурным оттенком. Бобы сидячие, серповидные, с боков сжатые, двухгнёздчатые, длиною 2 см. Семена сплюснутые, желтовато-зеленоватые. Средняя масса 1000 семян 4,4 грамма.
Число хромосом — 2n=16.

## Значение и применение
Введён в культуру в Западное Европе, США и Канаде. В СССР изучался более широко на Кубанской опытной станции ВИРа с 1930—1931 годах. В СССР рекомендовался для возделывания в Закавказье, на Северном Кавказе, чернозёмной зоне, на Украине, Поволжье, юге Нечерноземья.
Поедаемость зелёной массы коровами не высокая, козами и овцами и хорошая. В сене поедается удовлетворительно, особенно в смеси с традиционными травами. Имеет значение для сенокосов и в меньшей степени пастбищ. Урожайность за 2 укоса хорошая.
Используется при производстве химических продуктов, в качестве лекарственного и кормового растения, по урожайности зелёной массы близок к эспарцету и люцерне. С другой стороны, отмечается, что растение ядовито для млекопитающих.
Растение хорошо окультуривают почву и является ценным предшественником для зерновых культур.

## Замечания по охране
В России внесён в Красные книги Алтайского и Пермского краев, Воронежской, Кировской, Челябинской областей, республик Марий Эл, Татарстан и Удмуртия.